# 前田稔
前田 稔（まえだ みのる、1893年〈明治26年〉2月10日 - 1990年〈平成2年〉4月2日）は、日本の海軍軍人。最終階級は海軍中将。海兵41期。

## 経歴
鹿児島県に前田甚助の長男に生まれる。1913年海軍兵学校卒（41期）。1914年海軍少尉。1915年海軍中尉。1919年海軍大学校（海大、選科）に入る。同年海軍大尉。1921年海大卒業。同年ポーランドに駐在する。1924年命帰国。同年浜風砲術長を経て、海軍少佐、山城分隊長。1925年軍令部第3班第6課参謀。1928年比良艦長。1929年海軍中佐。1930年鎮海要港部参謀。1931年ソ連日本大使館付武官。1934年命帰国、海軍大佐、軍令部第3部第7課長。1938年八雲艦長。同年ソ連日本大使館付武官、出仕。1939年第五艦隊情報部長。同年兼海南島特務部長。1940年練習艦隊参謀長。同年軍令部第3部長。海軍少将、軍令部第3部長兼大本営海軍報道部長。1942年第二十四航空戦隊司令官。1943年中華民国大使館付武官兼南京在勤武官。同年海軍中将。1944年中国日本大使館付武官。1945年第十航空艦隊司令長官。終戦により予備役。1946年復員庁第二復員局長。
1947年11月、公職追放の仮指定を受けた。
戦後は長命を保ち、1990年に97歳で死去した。

## 栄典
勲章
- 1941年（昭和16年）11月11日  - 勲二等瑞宝章[4]

## 親族
- 弟：前田精 - 海軍少将（海兵46期）
- 弟：前田貢 - デザイナー（資生堂勤務）